# Lijst van personen uit Dortmund
Lijst van personen die geboren zijn in de Duitse plaats Dortmund

## Geboren in Dortmund

### Voor 1900

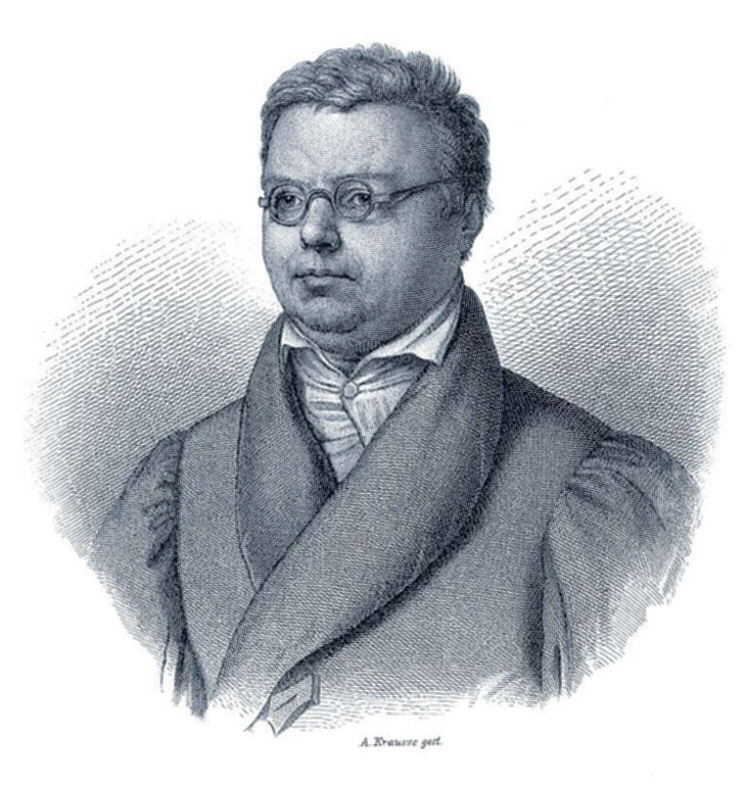
Arnold Brockhaus (1772-1823) uitgever van de 'Brockhaus' encyclopedie

- Friedrich Arnold Brockhaus (1772-1823) - uitgever
- Kurt Melcher (1881-1970) - politiebeambte, hoofdcommissaris en jurist
- Wilhelm Canaris (1887-1945) - admiraal
- Ludwig Crüwell (1892-1958) - generaal
- Max Hainle (1892-1961) - zwemmer
- Wilhelm Heckmann (1897-1995) - concert- en entertainmentmuzikant

### 1900–1949
- Wolfgang Auler (1904-1986) - organist
- Curt Bloch (1908-1975) - Joods schrijver
- Christel Goltz (1912-2008) - operasopraan
- Erich Bautz (1913-1986) - wielrenner
- Ralf Bendix (1924-2014) - zanger
- Walter Flamme (1926-2012) - toneelacteur
- Hans-Joachim Gelberg (1930-2020) - schrijver en uitgever van jeugd- en kinderboeken
- Steve Shirley (1933-2025), Brits-Duits zakenvrouw en filantroop
- Elga Andersen (1935-1994) - actrice en zangeres
- Dieter Kemper (1937-2018) - wielrenner
- Lothar Emmerich (1941-2003) - voetballer

### 1950–1999

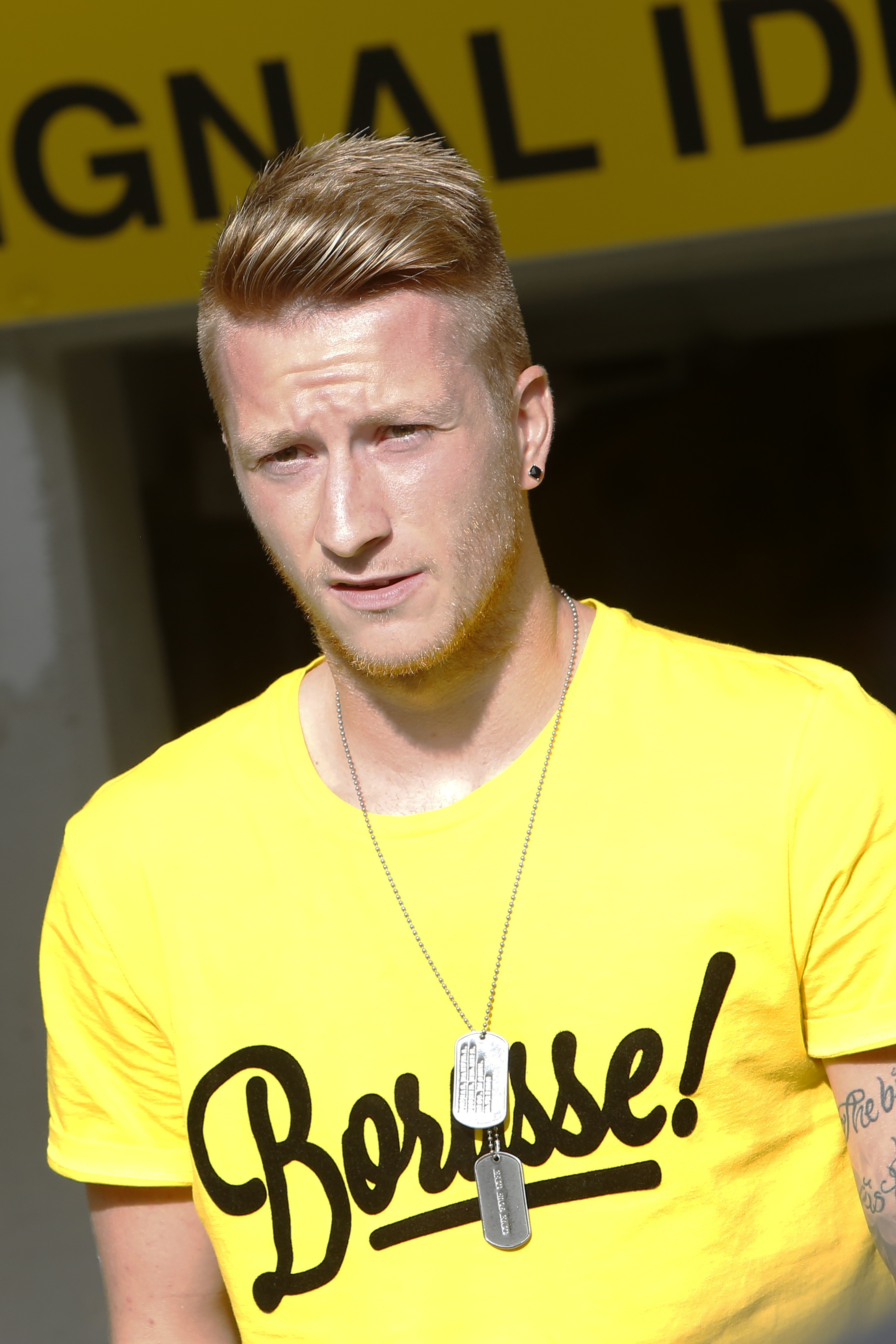
Voetballer Marco Reus (1989)

- Bernd Krauss (1957) - voetballer en voetbaltrainer
- Daniel Simmes (1966) - voetballer
- Thorsten Fink (1967) - voetballer
- Sascha Lewandowski (1971-2016) - voetbaltrainer
- Sven Mislintat (1972), voetbalbestuurder; technisch directeur van AFC Ajax
- Lars Ricken (1976) - voetballer
- Ricarda Wältken (1978), zangeres van de band Tic Tac Toe
- Mirjana Lučić (1982) - Kroatisch tennisster
- Kevin Großkreutz (1988) - voetballer
- Marco Reus (1989) - voetballer
- Beatrice Bartelloni (1993) - Italiaans wielrenster
- Marvin Ducksch (1994) - voetballer
- Lina Magull (1994) - voetbalster
- Orkan Çınar (1996) - voetballer
- Mohamed El-Bouazzati (1997) - Marokkaans voetballer

### Vanaf 2000
- Marie Müller (2000) - voetbalster
- Svenja Müller (2001) - beachvolleybalster